# Jorge Ubaldo Traverso
Jorge Traverso (Buenos Aires, 18 ottobre 1947) è un ex calciatore argentino, di ruolo portiere.

## Carriera

### Club
Traverso iniziò la carriera nel Chacarita Juniors, ove militò sino al 1968. Successivamente militò nelle quattro stagioni seguenti nel Newell's Old Boys, nel Quilmes, nel Kimberley e nel Lanús.
Dal 1973 al 1975 militò nel Club Atlético San Martín di San Miguel de Tucumán. Successivamente all'esperienza nei Los Cirujas milita nel sodalizio brasiliano del Ceará Sporting Club.
Ritorna in patria nel 1978, al Nueva Chicago, con cui militò sei stagioni. Chiuderà la carriera al Racing Avellaneda nel 1985.

### Nazionale
Traverso fu convocato nella nazionale Argentina per i V Giochi Panamericani, disputatisi a Winnipeg, Canada.